# Ružica Sokić
Ružica Sokić (en serbio Ружица Сокић; Belgrado, 14 de diciembre de 1934 – 19 de diciembre de 2013) fue una actriz y escritora serbia. Empezó su carrera como actriz en 1957 y apareció en más de 40 películas y series televisivas. En octubre de 2010 publicó el libro Страст за летењем. En 2011 le fue otorgado el premio Dobričin prsten, otorgado por la Asociación de Artistas Dramáticos de Serbia. Fue diagnosticada de Alzheimer y murió el 19 de diciembre de 2013, a la edad de 79 años, en su ciudad natal.